# Oxychirota paradoxa
Oxychirota paradoxa is een vlinder uit de familie van de Tineodidae. De wetenschappelijke naam van de soort is voor het eerst geldig gepubliceerd in 1885 door Meyrick.